# Kírovsk (Múrmansk)
|  | Per a altres significats, vegeu «Kírovsk». |

Kírovsk (en rus Кировск) és una ciutat de l'óblast de Múrmansk, a Rússia. Es troba al peu del massís de Khibini, a la vora del llac Bolxoi Vudiavr, a 175 km al sud de Múrmansk.
Kírovsk fou fundada el 1929 després de la troballa de jaciments d'apatites i de nefelina per l'expedició dirigida per Alexandre Fersman al massís de Khibini als anys 1920. La vila s'anomenà al començament Khibinogorsk, rebé l'estatus de ciutat el 1931 i fou reanomenada Kírovsk el 1934 en homenatge a Serguei Kírov, que havia organitzat els jaciments.
Fou bombardejada per la Luftwaffe durant la Segona Guerra Mundial.